# Runkolinja 500

La ligne 500 (finnois : Runkolinja 500), ancienne ligne 58, est une ligne de bus à haut niveau de service du réseau des bus de la région d'Helsinki en Finlande.

## Étymologie
La ligne principale 500 est une ligne de bus à haut niveau de service depuis le 12 août 2019. 
La ligne relie le centre commercial de Munkkivuori à l'Itäkeskus.

## Parcours
Les arrêts de la ligne 500 sont: Itäkeskus (M), Pikkupurontie, Muuntajankatu, Valurinkatu, Asentajanpuisto, Työnjohtajankatu, Herttoniemi (M), Kipparlahti, Tupasaari, Kulosaari, Kalasatama (M), Tynnyrintekijänkatu, Junatie, Fleminginkatu, Sturenkatu, Sipoonkatu, Gare de Pasila, Palkkatilanportti, Hôpital d'Aurora, Töölön tulli, Hôpital de Meilahti, Meilahdentie, Munkkiniemen puistotie, Laajalahden aukio, Professorintie, Ulvilantie 11 et Centre commercial de Munkkivuori.
| Parcours de la Runkolinja 500 |
| Quelques arrêts de la Runkolinja 500: - 1.Centre commercial de Munkkivuori - 2.Tour hospitalière de Meilahti - 3.Töölön tulli - 4.Hôpital d'Aurora - 5.Gare de Pasila - 6.Kalasatama (M) - 7.Kulosaari - 8.Herttoniemi (M) - 9.Itäkeskus (M) |